# Georges Caïtucoli
Pour les articles homonymes, voir Caïtucoli.
Joseph-Antoine « Georges » Caïtucoli, figure des SAS et du monde combattant né le 15 août 1920 et décédé dans la nuit du 2 au juin 2015 a fait ses premiers pas dans l’armée de l’air à 18 ans au cours de son service militaire. Il n’accepte ni l’armistice, ni l’occupation de la France et choisit de poursuivre le combat.

## Biographie
Né en 1920 à Ferryville en Tunisie, Joseph-Antoine «Georges » (de son nom de guerre) Caïtucoli a fait ses premiers pas dans l’armée de l’air à 18 ans au cours de son service militaire comme sous-officier pilote sur Potez 63,.
Il intègre les forces spéciales comme officier en tant que parachutiste de la France Libre au sein du Special Air Service britannique Le Special Air Service (SAS) fondé en 1947, constitue une part des forces aéroportées alliées. A l’été 1944, il comporte deux bataillons anglais, deux bataillons français (issus des forces françaises libres, les 3ème et 4ème bataillons d’infanterie de I’air) un bataillon belge et un escadron u Phantom , spécialisé dans les liaisons radio, chaque soldat est un parachutiste chevronné, formé au sabotage et tous portent I’uniforme.
Georges Caïtucoli est parachuté plusieurs fois derrière les lignes ennemies en France et aux Pays-Bas pour effectuer des opérations commando.
Après la Deuxième Guerre mondiale, il choisit de poursuivre sa carrière dans le civil et devient secrétaire général de la Fondation de la France Libre, poste qu’il occupe pendant trente ans et il devint par la suite président des SAS français. Il contribue à de nombreux projets et est à l’origine de nombreux projets mémoriels pour valoriser l’enseignement et la compréhension de l’Histoire, on lui doit en particulier le musée Charles-de-Gaulle aux Invalides.
Il est aussi membre du Haut conseil de la Mémoire combattante et membre du Conseil économique et social. En raison de ses activités héroïques et dévouées, il est décoré grand officier de la Légion d’honneur, grand croix de l’Ordre national du mérite, croix de guerre (1939-1945) avec palmes, croix du combattant volontaire, croix du combattant et est titulaire de la médaille des évadés.
Georges Caitucoli était élève-pilote à la base aérienne d'Albi au sein de l'école de pilotage élémentaire n°47. Il commence son entrainement en février 1940, effectue un vol seul le 7 avril et le 10 juin se trouve toujours à cette EEP 47. La majeure partie de ses vols étant réalisé sur Caudron Luciole.
Il est enregistré FAFL comme pilote N. breveté le 13 juillet 1943 avec le numéro 41050 à la Compagnie de l'Air au Moyen-Orient en tant que Joseph Caitucoli, né en Tunisie.
Ses obsèques sont célébrés le 9 juin 2015 au matin aux Invalides, à Paris. L’armée de l’air et le monde combattant salue cette grande figure de France.

## Œuvres et partenariats
Il est l’un des auteurs, avec François Broche et Jean-François Muracciole, du dictionnaire de la France Libre paru en mai 2010 dans la collection "Bouquins-éditions Robert Laffont". Il a également écrit un livre intitulé « Special Air Service – Missions de l’impossible », publié aux Presses de la Cité en l’an 2000.

## Décorations militaires
|  | Ordre national de la Légion d'honneur |
|  | Ordre national du Mérite              |
|  | Croix de guerre 1939-1945             |
|  | Croix du combattant volontaire        |
|  | Croix du combattant                   |
|  | Médaille des évadés                   |